# Sergej Litvinov
Sergej Nikolajevič Litvinov (rusky Сергей Николаевич Литвинов; 23. ledna 1958, Cukorova-Balka, Krasnodarský kraj – 19. února 2018 Soči) byl sovětský atlet ruské národnosti, olympijský vítěz, dvojnásobný mistr světa a bývalý držitel světového rekordu v hodu kladivem.